# Pellionia heyneana
Pellionia heyneana är en nässelväxtart som beskrevs av Hugh Algernon Weddell. Pellionia heyneana ingår i släktet Pellionia och familjen nässelväxter. Inga underarter finns listade i Catalogue of Life.